# MTV Europe Music Award al miglior artista austriaco
L'MTV Europe Music Award al miglior artista austriaco (MTV Europe Music Award for Best Austrian Act) è uno dei premi degli MTV Europe Music Awards, che viene assegnato per la prima volta dal 2024.

## Albo d'oro

### Anni 2020
| Anno | Vincitore  | Nominati                                                           |
| ---- | ---------- | ------------------------------------------------------------------ |
| 2024 | RAF Camora | - Bilderbuch - Christina Stürmer - Esther Graf - Money Boy - Wanda |